# 올림픽 육상 메달리스트 목록
다음은 하계 올림픽의 육상 메달리스트 목록이다.
- 올림픽 육상 남자 메달리스트 목록
- 올림픽 육상 여자 메달리스트 목록

| Disambiguation icon | 이 문서는 명칭이 같고 같은 종류에 속하는 여러 대상을 연결하는 색인 문서입니다. |